# Ismail Rafaat
Ismail Rafaat (1 de janeiro de 1908 - data de morte desconhecida) foi um futebolista egípcio que atuava como meia.

## Carreira
Ismail Rafaat fez parte do elenco da Seleção Egípcia de Futebol, na Copa do Mundo de 1934.